# دوسر منقبض
دوسر منقبض (الاسم العلمي:Aegilops contracta) هي نوع نباتي يتبع جنس الدوسر من الفصيلة النجيلية. 